# Edda Magnason
Edda Karin Hjartardóttir Magnason (Ystad, 22 augustus 1984) is een Zweeds singer-songwriter, pianist en actrice van IJslandse afkomst.

## Biografie
Edda Magnason groeide op in een klein dorp nabij Ystad als een van de zeven kinderen van een Zweedse moeder en IJslandse vader. Op jonge leeftijd begon ze eigen liedjes op de piano te spelen. In haar tienerjaren begon ze popsongs te zingen en te schrijven met teksten in het Engels. Muziek van de demo-opnames die ze maakte tijdens de tienerjaren werd gebruikt in de film Hot Dog in 2002. In 2004 studeerde Magnason muziekcompositie in Gotland en verhuisde daarna naar Malmö waar ze actief werd in de muziekscène.

### Muzikale carrière
In 2010 bracht Magnason haar debuutalbum uit onder de titel Edda Magnason. In 2011 volgde Goods en in november 2014 Woman Travels Alone. Haar eclectische muziekstijl wordt beschreven als "een naadloze mix van jazz, pop, folksong en klassieke muziek", met een vocale stijl vergelijkbaar met Björk of Kate Bush. Tussen 2005 en 2010 werkte Magnason samen met singer-songwriter en acteur Emil Jensen.
Magnason ontving in 2003 de Ystad-cultuurprijs. In hetzelfde jaar werd ze aangesteld als ambassadeur voor het Zweeds jazzfestival van Ystad 2013.

### Filmcarrière
Magnason speelde in 2014 de rol van de bekende Zweedse jazzzangeres Monica Zetterlund in de Zweedse biografische film Monica Z waarvoor ze ook de soundtrack zong. Haar filmdebuut werd bekroond met de Guldbagge-prijs voor beste actrice.

## Discografie
- 2014: Woman Travels Alone
- 2013: Monica Z soundtrack
- 2011: Goods
- 2010: Edda Magnason

## Filmografie
- 2014: Monica Z

## Prijzen en nominaties
De belangrijkste:
| Jaar | Prijs     | Categorie     | Film     | Uitslag  |
| ---- | --------- | ------------- | -------- | -------- |
| 2014 | Guldbagge | Beste actrice | Monica Z | Gewonnen |